# Nagnjeni mnogokotnik
Nagnjeni mnogokotnik je v geometriji mnogokotnik, katerega oglišča ne ležijo v ravnini. Nagnjeni mnogokotnik mora imeti najmanj štiri oglišča.  
Pravilni nagnjeni mnogokotnik je tisti nagnjeni mnogokotnik, ki ima enako dolge stranice, ki so izogonalne.
Notranja ploskev (ploščina) takega mnogokotnika ni enolično definirana tudi, če se jo obravnava kot minimalno ploskev.